# Геллери-Плейс
Геллери-Плейс (англ. Gallery Place) — подземная пересадочная станция Вашингтонгского метро на Красной, Жёлтой и Зелёной линиях. Изначально станция носила прежнее название, в период 1986-2011 года — Геллери-Плейс — Чайнатаун. Станция названа из-за близлежащих Национальной портретной галереи и района Чайнатаун, также поблизости расположено множество музеев. Она представлена тремя платформами: 2 боковыми на верхнем уровне, используемом Красной линией, и 1 островной на нижнем уровне, используемом Жёлтой и Зелёной линиями. Станция обслуживается Washington Metropolitan Area Transit Authority. Расположена в районах Пенн-Квота и Чайнатаун ниже Кэпитал Уан-арена с выходами на 7-й улице и Эф-стрит, 7-й улице и Эйч-стрит, 9-й улице и Джи-стрит, Северо-Западный квадрант Вашингтона. Пассажиропоток — 10.759 млн. (на 2011 год).
Станция была открыта 15 декабря 1976 года.
Была открыта спустя чуть более полугода после введения 1-й очереди Красной линии и всей системы метрополитена, состоящей из 5 станций. Геллери-Плейс планировали открыть в 1-й очереди, но открытие было отстрочено по решению суда из-за отсутствия доступа к станции для инвалидов. Жёлтая линия  обслуживает станцию со времени открытия  30 апреля 1983 года. Зелёная линия обслуживает станцию со времени открытия 11 апреля 1991 года.